# José María Izuzquiza Herranz
José María Izuzquiza Herranz SJ (* 22. November 1925 in Madrid; † 26. April 2011) war ein spanischer Ordensgeistlicher und Apostolischer Vikar von Jaén en Peru o San Francisco Javier.

## Leben
José María Izuzquiza Herranz, neuntes aus einer Familie mit zwölf Kindern, trat der Ordensgemeinschaft der Jesuiten am 29. September 1943 in Aranjuez bei. Er studierte Klassische Geisteswissenschaften und Philosophie in Chamartín de la Rosa, Madrid. Er legte am 15. August 1951 die ewige Profess ab und wurde von seinem Orden nach Peru geschickt. Er war Physiklehrer am Colegio de la Inmaculada in Lima. Nach einem Theologiestudium in Spanien und England empfing er am 31. Juli 1958 in England die Priesterweihe. Er studierte Physik in Cleveland, Ohio, und absolvierte ein Pastoralstudium an der Universität von Detroit. Anschließend war er Lehrer in Cusco in Peru sowie Professor für Physik an der Universidad Nacional de San Antonio Abad del Cusco und Provinzial seines Ordens in Peru. Er war Generalvikar des Apostolischen Vikariates von Jaén.
Papst Johannes Paul II. ernannte ihn am 30. März 1987 zum Apostolischen Vikar von Jaén en Peru o San Francisco Javier und Titularbischof von Cubda. Der Apostolische Nuntius in Peru Luigi Dossena spendete ihm am 7. Juni desselben Jahres die Bischofsweihe; Mitkonsekratoren waren Augusto Vargas Alzamora SJ, emeritierter Apostolischer Vikar von Jaén en Peru o San Francisco Javier, und Antonio de Hornedo Correa SJ, Bischof von Chachapoyas.
Am 21. November 2001 nahm Johannes Paul II. seinen altersbedingten Rücktritt an.